# Pseudotorymus nephthys
Pseudotorymus nephthys is een vliesvleugelig insect uit de familie Torymidae. De wetenschappelijke naam is voor het eerst geldig gepubliceerd in 1848 door Walker.